# ويم دي كونيك
ويم دي كونيك ، من مواليد 23 نوفمبر 1959 ، لاعب كرة قدم بلجيكي سابق.
لعب مع منتخب بلجيكا لكرة القدم.

## روابط خارجية
- ويم دي كونيك على موقع الاتحاد البلجيكي (الإنجليزية)
- ويم دي كونيك على موقع قاعدة بيانات كرة القدم.إي يو (الإنجليزية)
- ويم دي كونيك على موقع عالم كرة القدم.نت (الإنجليزية)